# Alicja Tchórz
Alicja Tchórz (Kalisz, 13 de agosto de 1992) es una militar y deportista polaca que compite en natación y salvamento acuático.
Ganó siete medallas en el Campeonato Europeo de Natación en Piscina Corta entre los años 2015 y 2021.
Además, en salvamento acuático consiguió cuatro medallas en los Juegos Mundiales, en los años 2017 y 2022.

## Palmarés internacional
| Campeonato Europeo en Piscina Corta | Campeonato Europeo en Piscina Corta | Campeonato Europeo en Piscina Corta | Campeonato Europeo en Piscina Corta |
| Año                                 | Lugar                               | Medalla                             | Prueba                              |
| ----------------------------------- | ----------------------------------- | ----------------------------------- | ----------------------------------- |
| 2015                                | Netanya (Israel)                    | Medalla de plata                    | 100 m espalda                       |
| 2017                                | Copenhague (Dinamarca)              | Medalla de plata                    | 50 m espalda                        |
| 2019                                | Glasgow (Reino Unido)               | Medalla de oro                      | 4 × 50 m estilos                    |
| 2019                                | Glasgow (Reino Unido)               | Medalla de bronce                   | 50 m espalda                        |
| 2021                                | Kazán (Rusia)                       | Medalla de oro                      | 100 m estilos                       |
| 2021                                | Kazán (Rusia)                       | Medalla de bronce                   | 4 × 50 m libre                      |
| 2021                                | Kazán (Rusia)                       | Medalla de bronce                   | 4 × 50 m libre mixto                |